# Wiebke Lorenz
Wiebke Lorenz (* 16. Februar 1972 in Düsseldorf) ist eine deutsche Journalistin und Schriftstellerin.

## Leben
Nach dem Abitur absolvierte Lorenz 1996 ihr Magisterstudium an der Universität Trier in den Fächern Germanistik, Anglistik und Medienwissenschaft. Ihren ersten Roman schrieb sie noch während ihres Studiums.
Nach einem Zeitschriftenvolontariat war sie Redakteurin für die Frauenzeitschriften Brigitte Young Miss, Für Sie und Petra. Von 1998 bis 1999 studierte sie an der Internationalen Filmschule Köln (Drehbuchklasse).
Seit 2001 lebt sie als freie Autorin in Hamburg, schreibt für verschiedene Zeitschriften, darunter Petra, Cosmopolitan, Maxi, Für Sie, und arbeitet für Fernsehsender und Buchverlage.
Gemeinsam mit ihrer Schwester Frauke Scheunemann schreibt Wiebke Lorenz unter dem Sammelpseudonym Anne Hertz weitere Frauenliteratur. Zusammen mit dem österreichischen TV-Moderator Christian Clerici hatte sie eine Kolumne in der Zeitschrift Cosmopolitan, daraus entstand das Buch Er sagt & Sie sagt.
2016 erschien unter dem Pseudonym Charlotte Lucas bei Bastei Lübbe ihr Roman Dein perfektes Jahr.
Lorenz thematisierte in verschiedenen Medien, dass sie unter einer Zwangsstörung litt und dies auch kreativ verarbeitete.

## Werke

### Bücher
- Er sagt & Sie sagt, Roman, Egmont VGS, Köln 2010, ISBN 978-3-8025-3710-3.
- Männer bevorzugt, Roman, Rowohlt, Hamburg 1998, ISBN 3-492-23737-1.
- Liebe, Lügen, Leitartikel, Roman, Piper, München 2000, ISBN 3-492-22927-1.
- Was? Wäre? Wenn?, Roman, Piper, München 2003, ISBN 3-492-23843-2.
- Allerliebste Schwester, Roman, Karl Blessing Verlag, München 2010, ISBN 978-3-896-67410-4.
- Alles muss versteckt sein, Thriller, Karl Blessing Verlag, München 2012, ISBN 978-3-896-67469-2.
- Bald ruhest du auch, Thriller, Diana Verlag, München 2015, ISBN 978-3-453-29171-3.
- Einer wird sterben, Psychothriller, Fischer Scherz, Frankfurt am Main 2019, ISBN 978-3-651-02541-7.

#### Unter dem Pseudonym Charlotte Lucas
- Dein perfektes Jahr, Bastei Lübbe, Bergisch Gladbach 2016, ISBN 978-3-431-03961-0.

### Fernsehproduktion
- Welcher Mann sagt schon die Wahrheit? TV-Movie im Auftrag von Sat.1, 2001